# Nieuport 28
De Nieuport 28 is een dubbeldekker eenpersoonsgevechts- en verkenningsvliegtuig, gebouwd door de Franse vliegtuigbouwer Nieuport en ontwikkeld door Gustave Delage. Het vliegtuig werd ontwikkeld in 1917 en was de opvolger van onder andere de Nieuport 17. De ontwerpfilosofie van Delage was erop gericht om een lichtgewicht en zeer wendbaar toestel te bouwen. Begin 1918 werden de eerste vliegtuigen ingezet bij de Franse luchtmacht. Later gedurende de Eerste Wereldoorlog volgde de Amerikaanse luchtmacht met een totaal van 297 toestellen.

## Specificaties
- Type: Nieuport 28C.1
- Rol: Jachtvliegtuig
- Bemanning: 1
- Lengte: 6,5 m
- Spanwijdte: 8,16 m
- Hoogte: 2,5
- Leeggewicht: 475 kg
- Maximum gewicht: 560 kg

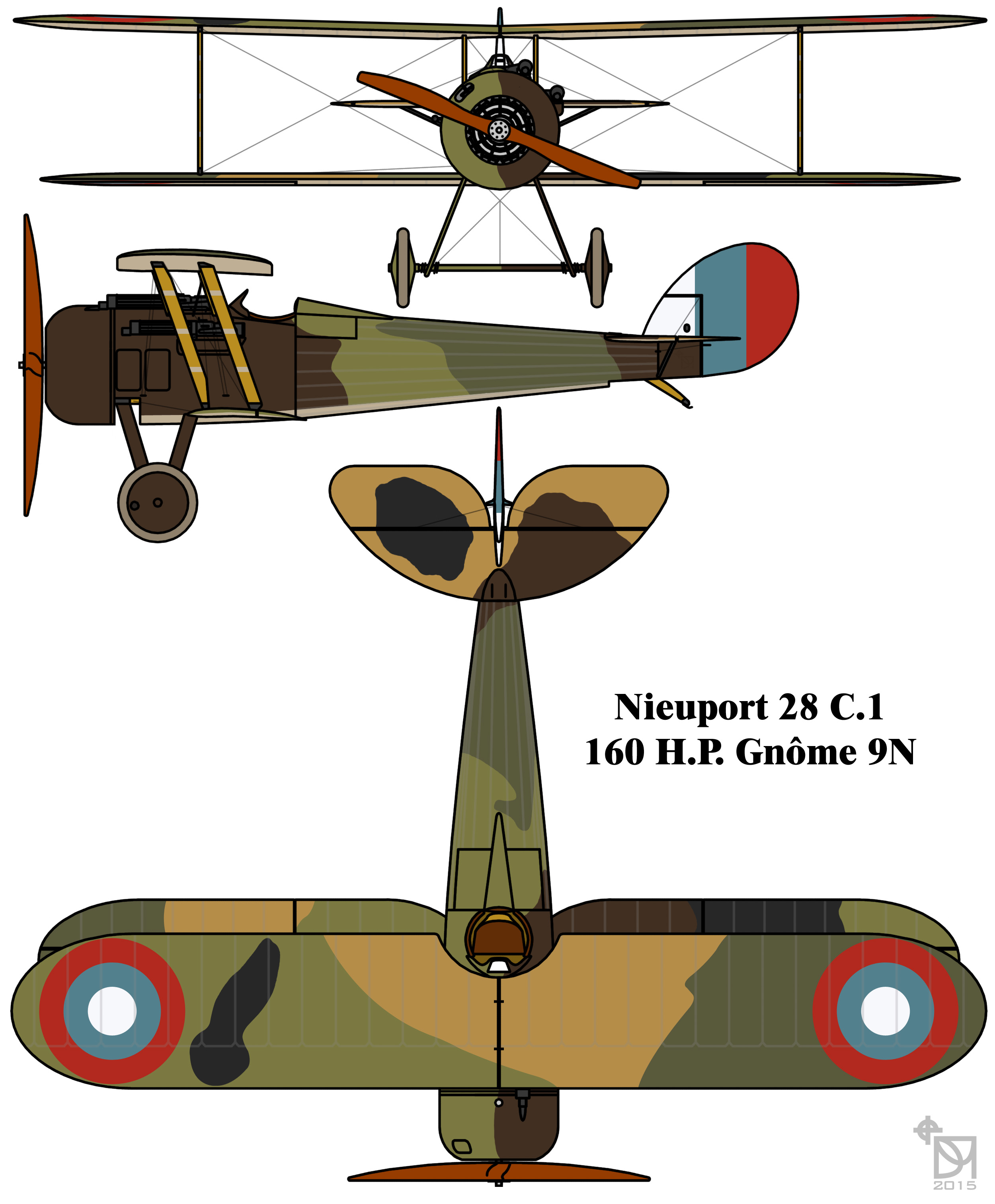

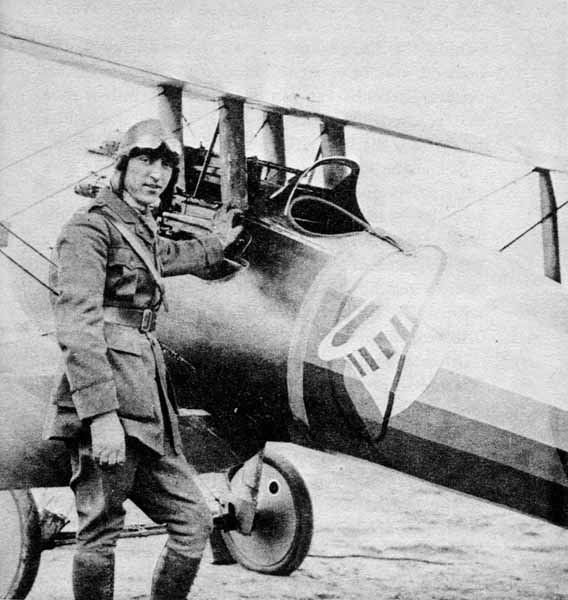
De Amerikaanse 'Ace' Eddie Rickenbacker naast zijn Nieuport 28

- Motor: 1 × Gnome Monosoupape 9N negencilinder rotatiemotor, 160 pk
- Propeller: tweeblads

Prestaties
- Maximumsnelheid: 198 km/u
- Plafond: 5300 m
- Klimsnelheid: 6 m/s
- Vliegbereik: 349 km

Bewapening
- 2 × Vickers machinegeweer

## Trivia
Na de Eerste Wereldoorlog werden diverse Nieuport 28 gevechtsvliegtuigen gebruikt in Amerikaanse oorlogsfilms. En aldus werd deze tweedekker voor het Amerikaanse publiek een iconisch gevechtsvliegtuig uit het begin van de twintigste eeuw. Er is anno 2023 nog één toestel vliegvaardig. Het is sinds 2019 in het bezit van  een erfgoedmuseum in Hudson, Massachusetts, en werd grondig gerestaureerd in Zweden. De restaurateur nam de kleurstelling over van het toestel waarmee lt. Douglas Campbell op 14 april 1918 de eerste Amerikaanse zege in een luchtgevecht behaalde.